# Зелёная Нива (Крым)
Зелёная Ни́ва  (укр. Зелена Нива, крымскотат. Zelönaya Niva, Зелёная Нива) — село в Красноперекопском районе Республики Крым, входит в состав Вишнёвского сельского поселения (согласно административно-территориальному делению Украины — Вишнёвского сельского совета Автономной Республики Крым).

## Население
| 2001 | 2014 |
| ---- | ---- |
| 742  | ↘584 |

Всеукраинская перепись 2001 года показала следующее распределение по носителям языка
| Язык             | Процент |
| ---------------- | ------- |
| русский          | 49.33   |
| украинский       | 29.25   |
| крымскотатарский | 16.58   |
| молдавский       | 3.77    |
| другие           | 0.13    |

### Динамика численности
- 1926 год — 29 чел.[10]
- 2001 год — 742 чел.[11]
- 2009 год — 683 чел.[12]
- 2014 год — 584 чел.[13]

## Современное состояние
На 2017 год в Зелёной Ниве числится 7 улиц; на 2009 год, по данным сельсовета, село занимало площадь 169,2 гектара, на которой в 251 дворе проживало 683 человека. В селе, с 1925 года, работает средняя общеобразовательная школа, сельский клуб, отделение Почты России. Зелёная Нива связана автобусным сообщением с райцентром и соседними населёнными пунктами.

## География
Зелёная Нива расположена в центре района, на южном берегу Киятского озера, высота центра села над уровнем моря — 4 м. Ближайшие сёла: Крепкое в 1 км на северо-восток и Уткино в 1 км на север. Расстояние до райцентра — около 10 километров (по шоссе), там же ближайшая железнодорожная станция — Красноперекопск на линии Джанкой — Армянск. Транспортное сообщение осуществляется по региональной автодороге 35Н-296 Красноперекопск — Красноармейское (по украинской классификации — С-0-10725).

## История
Впервые название Бессчастный встречается в Списке населённых пунктов Крымской АССР по Всесоюзной переписи 17 декабря 1926 года, согласно которому на хуторе Сасык-Кият (Бессчастный, на карте также артель «Зелёная Нива»), Ишуньского сельсовета (в котором селение состояло до включения в Вишнёвский) Джанкойского района, числилось 7 дворов, все крестьянские, население составляло 29 человек, все армяне.
Постановлением ВЦИК от 30 октября 1930 года был восстановлен Ишуньский район и село, вместе с сельсоветом, включили в его состав. Постановлением Центрального исполнительного комитета Крымской АССР от 26 января 1938 года Ишуньский район был ликвидирован и создан Красноперекопский район с центром в поселке Армянск (по другим данным 22 февраля 1937 года). На километровой карте Генштаба Красной армии 1941 года село отмечено, уже как Бессчастное.
В годы Великой Отечественной войны, во время обороне Крыма в октябре 1941 года, в окрестностях село вели бои 156-й, 157-й и 869-й полки 271-й стрелковой дивизии 51-й армии и бойцы 1-го батальона бригады морской пехоты. При освобождении Крыма в апреле 1944 года Зелёную Ниву освободили бойцы 257-й дивизии. Погибшие в тех боях, похороненных ранее на месте гибели, в 1967 году были торжественно перезахоронены в общую братскую могилу в центре села. Дозахоронения производились в 1974-м, 1978-м и 2000 году. Всего в братской могиле покоятся 168 известных и 15 неизвестных воинов из могил в районе сёл Зелёная Нива, Малый Бем, Асс и Кучук-Бустерчи. На могиле установлен памятник — прямоугольная стела на прямоугольном основании. Постановлением Совета министров Республики Крым № 627 от 20 декабря 2016 года памятник отнесён к категории объектов культурно-исторического наследия России регионального значения.
В 1944 году, после освобождения Крыма от фашистов, согласно Постановлению ГКО № 5984сс от 2 июня 1944 года, 27 июня местные армяне были депортированы из Крыма в Среднюю Азию. А уже 12 августа 1944 года было принято постановление № ГОКО-6372с «О переселении колхозников в районы Крыма», по которому из областей Украинской ССР в район переселялись семьи колхозников. С 25 июня 1946 года Бессчастное в составе Крымской области РСФСР. Указом Президиума Верховного Совета РСФСР от 18 мая 1948 года, Бесчастное (или Бессчастный) переименовали в Зелёную Ниву. 26 апреля 1954 года Крымская область была передана из состава РСФСР в состав УССР. По одним данным с 1964 года село передано в состав Вишнёвского сельсовета, согласно справочнику «Крымская область. Административно-территориальное деление на 1 января 1968 года» на тот год Зелёная Нива ещё числилось в Ишуньском, в составе Вишнёвского записана в справочнике 1977 года. По данным переписи 1989 года в селе проживало 633 человека. С 12 февраля 1991 года село в восстановленной Крымской АССР, 26 февраля 1992 года переименованной в Автономную Республику Крым. С 21 марта 2014 года в составе Крыма аннексирована Россией.

### Зелёная Нива
Название впервые в доступных источниках поселение встречается в Списке населённых пунктов Крымской АССР по Всесоюзной переписи 17 декабря 1926 года, согласно которому в артели Зелёная Нива, Ишуньского сельсовета Джанкойского района, числилось 7 дворов, все крестьянские, население составляло 42 человека, из них 39 украинцев и 3 русских. Объединение с селом Бесчастное в доступных источниках не отражено.

### Известные жители
- Верезий, Мария Яковлевна — звеньевая-свекловод совхоза «Днепровский», Герой Социалистического Труда[44].